# ليو كانغ (رسام)
ليو كانغ (بالصينية: 刘抗,) هو رسام صيني، ولد في 1 أبريل 1911 في فوجيان في الصين، وتوفي في 1 يونيو 2004 في سنغافورة.